# Pizzoferrato
Pizzoferrato è un comune italiano di 956 abitanti della provincia di Chieti in Abruzzo.

## Storia
Vi sono scarse notizie inerenti al paese. Nel Catalogus baronum viene citato come Pictum Ferratum, mentre risalgono al X secolo alcune rovine e le chiese sulla rupe che sovrasta il paese. In epoca feudale il paese venne tenuto da varie famiglie, tra le quali l'ultima fu la famiglia Monaco.
Prima dell'anno 1000 nel comune di Pizzoferrato c'erano tre piccoli abitati il cui nome incominciava per Pitius, cioè Pizzo:
- Pitius Superior (Pizzo Superiore), identificabile con la rocca che sovrasta il paese;[6]
- Pitius Medium (Pizzo Medio), molti l'identificano con la Rocca Fonte Maggiore;[6]
- Pitius Inferior (Pizzo Inferiore), detto Roccarsa.[6]

Tutt'intorno a questi tre Pitius vi erano delle faggete, dei cerreti e delle abetine mentre la popolazione si dedicava alla pastorizia transumante ma poi si dedicavano all'agricoltura.
Sulla fusione dei tre "Pizzi" vi sono due ipotesi:
1. secondo un archivio napoletano, un'ignota catastrofe distrusse i tre Pizzi così gli abitanti superstiti si stanziarono nel centro odierno;[6]
2. secondo un'altra ipotesi, si salvarono due fratelli, Rocco e Lorenzo. Rocco si stanziò a Pizzoferrato, mentre Lorenzo a Gamberale, fatto provato che una delle chiese di Pizzoferrato è dedicata a san Rocco, mentre il patrono di Gamberale è san Lorenzo.[6]

Una piantina dell'archivio delle carte geografiche attesta che il nome è "Pizzosterrato", cioè "Pizzo fuori terra". Nel Medioevo quando fu invaso dai briganti e il paese fu costretto a chiudere le porte d'accesso il nome fu cambiato nel nome in uso.
Originariamente masserie a Pizzoferrato non c'erano, per il brigantaggio. Quando in Abruzzo il brigantaggio venne eliminato la popolazione andò a stanziarsi in masserie (dette anche frazioni). Chi invece non andò ad abitare nelle masserie preferì andare ad abitare a Pizzoferrato paese.
Le tre masserie-frazioni sono:
- Collalto[6];
- Castiglione[6];
- Turchi[6].

Il fenomeno che trattava lo spostarsi di popolazione perdurò ancora per qualche secolo.
Negli anni del secondo dopoguerra Pizzoferrato ha subito il fenomeno dell'emigrazione e dello spopolamento, e negli anni settanta ha cercato di seguire il turismo invernale della vicina Roccaraso, costruendo presso la selva di San Domenico il villaggio turistico di Valle del Sole, purtroppo mai entrato pienamente in funzione, per un problema di realizzazione delle condutture idriche e fognarie, e per la mancata costruzione dell'impianto sciistico vero e proprio, anche se nel 2019 sono stati presentati progetti per il rilancio del sito. Nel 2015 inoltre, con l'ondata di gelo regionale, Pizzoferrato ha visto franare parte della strada provinciale 164, che collega il comune di Palena dalla località Valico della Forchetta al comune.

### Simboli
Lo stemma del comune di Pizzoferrato è stato riconosciuto con decreto del capo del governo del 9 giugno 1937. 

### Onorificenze
Il Comune di Pizzoferrato è tra le città decorate al valor militare per la guerra di liberazione, insignito della medaglia di bronzo al valor militare per i sacrifici delle sue popolazioni e per l'attività nella lotta partigiana durante la seconda guerra mondiale:

## Monumenti e luoghi d'interesse

### Architetture religiose
Chiesa della Madonna del Girone
Si trova presso la rupe del centro del paese. Non vi sono date certe sulla sua fondazione, ma si sa che è la più antica. La costruzione viene fatta risalire all'XI secolo, mentre l'abside è un'aggiunta del XIII secolo. La struttura attuale a un'unica navata con volta a botte e lunette viene fatta risalire al XIX secolo. La chiesa fu danneggiata nel terremoto del 1984 e successivamente restaurata. La facciata è interamente intonacata. Al centro si apre un portale in pietra semplice, sopra al portale vi è una finestra anch'essa realizzata in pietra e architravata. Sul lato destro della facciata vi è il campanile. Nella chiesa della Madonna del Girone vi sono i resti delle statue di San Nicola di Bari e San Domenico del XIV secolo e un dipinto del 1650 circa. La campana della chiesa è di Agnone. All'interno vi sono l'acquasantiera in marmo nero della Maiella e un crocifisso. Questo crocifisso, secondo una leggenda, era bramato dai tedeschi in fuga sulla linea Gustav, durante la seconda guerra mondiale, ma non riuscendo a portarlo via, gli spararono contro una raffica di mitra ma, secondo testimoni, il crocifisso, per non essere colpito, si spostò. Rimangono i fori dei proiettili sul muro come testimonianza. In questa chiesa si rifugiarono anche qualche partigiano per non essere catturato dai tedeschi, ma i partigiani, scoperti, si videro costretti a sacrificarsi buttandosi dalla rupe che dà sul paese.
Chiesa di San Rocco
Questa chiesa è sita in piazza San Rocco. Risale alla seconda metà del XIX secolo. Fu costruita sulle rovine della cappella preesistente di San Rocco. La facciata, rettangolare è in conci di pietra ornati da lesene. Il campanile è in tre livelli. All'interno a unica navata con, al termine, un'abside, e cappelle laterali, vi è una trabeazione. La volta è a botte con lunetta. Il presbiterio è a cupola. Gli stucchi e le decorazioni sono tinteggiati di beige.
Chiesa di San Nicola
Della chiesa originaria attualmente ne rimane solo un piccolo rudere che, anticamente sosteneva un muro perimetrale. Si trattava nel quartiere di Pizzo o Terra vecchia presso la chiesa della Madonna dei gironi. Nell'Ottocento fu distrutta perché in condizioni precarie. L'interno era a due navate col soffitto in legno dorato nello stesso stile della chiesa di Pescocostanzo.
Chiesa di San Domenico in SilvisNella località San Domenico in Silvis o "La Valle" vi è l'eremo eponimo costante di una chiesetta rurale pittoresca in stile romanico rurale posta sotto una rupe a burrone. La facciata è stata realizzata in pietra calcarea della Maiella. La copertura è a capanna. Nel retro è sita la grotta ov'è l'eremo originario del santo. Iniziata a essere costruita nel 1921 è stata terminata nel 1923. L'interno è a un'unica navata a due campate con copertura a botte..

### Architetture civili
Castello baronale – Palazzo ducale
Risale al XVI secolo, recentemente restaurato e utilizzato come sala convegni. Dagli elementi che rimangono non è possibile determinare la sua reale estensione, a ogni modo le cronache della parrocchia di Pizzoferrato narrano di un palazzo a più piani con solai in legno. Il palazzo ducale occupa il vecchio castello ed è di proprietà comunale. Il palazzo ducale ha due piani con due torrioni cilindrici su due angoli del palazzo stesso.
Palazzo municipale
Il palazzo è del tipo a blocco isolato realizzato nel XIX secolo a due piani più sottotetto a piazza San Rocco. È stato recentemente restaurato. Le pareti esterne sono state realizzate in pietra calcarea smussata, conci di pietra negli angoli e mattoni nelle rifiniture.
Palazzo Casati
Questo palazzo è suddiviso in tre piani e la sua costruzione è attribuita alla seconda metà dell'Ottocento. Il lato sito verso la valle è stato più volte rifatto. Il primo piano non ha finestre, nei successivi vi sono due finestre con timpano, di cui uno a tutto sesto e uno ogivale. Inoltre vi è un loggiato a bifora e uno a trifora.

## Società

### Evoluzione demografica
Abitanti censiti

## Amministrazione
| Periodo        | Periodo        | Primo cittadino    | Partito                             | Carica      | Note          |
| -------------- | -------------- | ------------------ | ----------------------------------- | ----------- | ------------- |
| 23 aprile 1995 | 13 giugno 1999 | Italo De Cesare    | Lista civica di centro La Colomba   | Sindaco     | [ 19 ]        |
| 14 giugno 1999 | 24 maggio 2007 | Palmerino Fagnilli | Lista civica                        | Sindaco     | [ 20 ] [ 21 ] |
| 25 maggio 2007 | 14 aprile 2008 | Domenica Calabrese | –                                   | Comm. pref. | [ 22 ]        |
| 15 aprile 2008 | 26 maggio 2013 | Nicola Tarantini   | Lista civica                        | Sindaco     | [ 23 ]        |
| 27 maggio 2013 | 9 giugno 2018  | Palmerino Fagnilli | Lista civica Diamoci una mano       | Sindaco     | [ 24 ]        |
| 10 giugno 2018 | 14 maggio 2023 | Palmerino Fagnilli | Lista civica Paese mio              | Sindaco     |               |
| 15 maggio 2023 | in carica      | Palmerino Fagnilli | Lista civica Pizzoferrato nel cuore | Sindaco     |               |